# System zarządzania
System zarządzania (ang. management system) – jest słabo zdefiniowaną kategorią pojęciową na gruncie nauk, w tym nauk o zarządzaniu. W praktyce termin ten jest powszechnie używany, ale z określeniami, na przykład „system zarządzania jakością”.
Punktem wyjścia dla zdefiniowania systemu zarządzania jako kategorii jest określenie „systemu”. System opisuje się na dowolnym przedmiocie, traktując go jak zbiór elementów E, posiadających określone własności W, powiązanych relacjami R. Taki niepusty zbiór nazywamy systemem jeśli spełnia również inne wymagania (rygory) systemowości: 1) uporządkowanie zbioru; 2) spójność zbioru; 3) granice zbioru; 4) oddziaływanie z otoczeniem; 5) zdolność do spełniania danej funkcji lub osiągania danego celu (por. L. von Bertalanffy 1984). Tak pojmowany system jest uniwersalną kategorią pojęciową, którą można opisać na dowolnym zbiorze, o ile spełnia on wymagania systemowości.
Zdolnością do osiągania celów charakteryzują się systemy teleologiczne (celowościowe), a najbardziej ogólną kategorią takich systemów są systemy działające, to jest takie, w ramach których działają ludzie, począwszy od jednostki ludzkiej.
System zarządzania jest złożonym składnikiem systemu działającego, inaczej jest jego podsystemem (subsystemem). Na system działający składają się dwa podsystemy, na bezpośrednio niższym poziomie hierarchii: podsystem zarządzania i podsystem wykonawczy. Taki podział jest fundowany na kryterium charakteru powodowania zachowań systemów działających: powodowaniu zarządczym i powodowaniu wykonawczym (por. H. Witczak 2008). Powodowanie zachowań, w dużym uproszczeniu, polega na byciu powodem i przyczyną danego działania, w tym systemu działającego, oraz panowaniu nad jego kształtowaniem w cyklu życia (tworzeniem, istnienie, zanikiem i zmianami).
Zarządzanie, drugi człon terminu „system zarządzania” może być interpretowane w szerszym i węższym znaczeniu. W szerszym znaczeniu zarządzanie systemem działającym polega na prowadzeniu takiego systemu. Powodowanie zarządcze polega tu na podejmowaniu właściwych działań oraz działaniu właściwie na zasadach i dla celów ważnych dla podmiotu prowadzącego (podmiotu zarządzania). Kluczem do zrozumienia powodowania zarządczego jest zintegrowanie działania (praca, obowiązki), uprawnień decyzyjnych dotyczących tego działania (władzy) i odpowiedzialności za działanie i władzę. Takie zintegrowanie daje prowadzącemu system działający pełną kontrolę. W węższym znaczeniu zarządzanie oznacza zbiór powiązanych, na nieprostych zasadach, procesów i funkcji sprawstwa, modelowania, organizowania, kierowania ludźmi i sprzężeń zwrotnych/następczych. Powodowanie zarządcze w wąskim zakresie polega na wykonywaniu tych czynności i funkcji przez podmioty posiadające profesjonalny potencjał menedżerski (kierowników różnych szczebli) dla zarządzania poszczególnymi sferami (agendami; branżami) systemu działającego i jego otoczenia. W tym rozumieniu, podmiot zarządzania (kierownicy; menedżerowie) biorą udział w podziale pracy zarządczej, panując (kontrolując) tylko wybrane obszary (sfery) systemu działającego i jego otoczenia.
Powodowanie wykonawcze uzupełnia i dopełnia powodowanie zarządcze. Wykonują je pozostałe podmioty systemu działającego, wprowadzające w czyn (urzeczywistniające) modele wzorcowe, definiowane na ogół przez kierownictwo (menedżerów). Jednak każdy człowiek (uczestnik systemu działającego i otoczenia) ma określoną swobodę zachowań organizacyjnych. Oznacza to, że pracownicy systemu działającego, w tym menedżerowie i pracownicy wykonawczy, nie muszą zachowywać się ściśle według decyzji i wytycznych modeli wzorców określających działalność systemu działającego.
W konsekwencji podsystem zarządzania w systemie działającym jest, odpowiednio, interpretowany w szerszym i węższym znaczeniu.